# Zeya (satellite)
Pour les articles homonymes, voir Zeïa.
Zeya (en russe : Зея) est un satellite russe lancé par une fusée Start-1.2 depuis le nouveau cosmodrome de Svobodny le 4 mars 1997.
Il a été conçu par ISS Reshetnev. La charge utile est développée par l'Académie militaire Alexandre Mojaïski sur demande des Forces spatiales de la fédération de Russie. La masse de départ est 87 kg.
Il s'agit d'un démonstrateur de technologies de navigation et de contrôle, il a également servi en tant que satellite radioamateur. L'équipement comprenait des technologies de communication, un récepteur GPS et GLONASS et un rétro-réflecteur laser.
Il tire son nom de la rivière Zeïa, qui coule près du cosmodrome de Svobodny.